# 영 챔피언
《영 챔피언》(ヤングチャンピオン 얀구 찬피온[*])은 아키타 쇼텐이 발행하는 일본의 만화 잡지이다. 1988년 3월에 창간되었다. 매월 둘째, 넷째 주의 화요일마다 발행된다.
자매지로는 2006년에 창간된 《영 챔피언 烈》(ヤングチャンピオン烈) 및 2014년에 창간된 《별책 영 챔피언》(別冊ヤングチャンピオン)이 간행되고 있다.
편집사무소는 도쿄에 본사를 두고 있다. 두 오프슈트 《영 챔피언 레츠》와 《별책 영 챔피언》은 같은 출판사에 의해 출판된다.
이 잡지는 2016년 8월에 발행물당 약 250,000부를 판매했으며, 2009년 1월 판매량과 동일하다.

## 주요 작품
- 에이리언9
- 전차 사나이
- IWGP 시리즈
- BATTLE ROYALE
- 영 Black Jack
- 바벨 2세 리터너
- 큐티 하니 Seed
- 전국 바사라 Dokkan

## 참고 사항
1. ↑  “Fiche technique du Young Champion”. 2013년 8월 8일에 원본 문서에서 보존된 문서. 2022년 3월 12일에 확인함.
2. ↑  “Fiche technique du Young Champion Retsu”. 2011년 11월 21일에 원본 문서에서 보존된 문서. 2022년 3월 12일에 확인함.
3. ↑  “新雑誌・別冊ヤンチャンに「pupa」新作など”. 19/08/2014.
4. ↑  “不良＆美少女！新雑誌・別冊ヤンチャンが誕生”. 30/09/2014.
5. ↑  “Reading Japan Cool: Patterns of Manga Literacy and Discourse”. ISBN 978-0-7391-3507-5.
6. ↑  “Men’s Manga”.
7. ↑  “2009 Japanese Manga Magazine Circulation Numbers”.